# 八田政樹
八田 政樹（はった まさき、1968年11月21日 - ）は、日本の俳優、スタントマン。本名同じ。東京都出身。身長177cm。体重68kg。大阪芸術大学映像計画学科中退。

## 人物
父親は映画製作会社に勤務し、撮影で日本各地を転々とする。小学2年まで東京都で育ち、その後愛知県、千葉県、大阪府と移り住む。
17歳の時に千葉真一が主宰するジャパンアクションクラブへ入団する。特技は空手・尺八・三味線・殺陣・日本舞踊（名取・玉川寿三郎）。
俳優として活動する一方で建築士の資格を独学で取得し、2001年にリフォーム建築会社「ホワイトリフォーム」を興す。
現在は建築士としての営業の傍ら、2017年7月1日には俳優養成所「ホワイトアクター」を設立し、演技やスタントの指導を行っている。

## 出演

### テレビドラマ
- 仮面ライダーシリーズ（MBS）
  - 仮面ライダーBLACK（1987年 - 1988年）
  - 仮面ライダーBLACK RX（1988年 - 1989年） -（代役）
- 円空（1988年、NHK）
- 超獣戦隊ライブマン（1988年 - 1989年、テレビ朝日）
- 長七郎江戸日記・第2シリーズ　第60話（1989年、日本テレビ）
- ゴリラ・警視庁捜査第8班 第19話（1989年、テレビ朝日）
- こちら名探偵出血奉仕!（1991年、テレビ朝日）
- 特救指令ソルブレイン（1991年 - 1992年、テレビ朝日）
- 人生は上々だ 第5話（1995年、TBS）
- ラブとエロス 第2話  (1998年、TBS）
- 玩具の神様（1999年、NHK）
- 傷だらけの女（1999年、関西テレビ）
- 山田風太郎 からくり事件帖-警視庁草紙より-（2001年、NHK）

### 映画
- はしれリュウ (1986年）
- 二十四の瞳（1987年）
- 海へ 〜See you〜 （1988年）
- 釣りバカ日誌5（1992年）
- 劇場版 重甲ビーファイター（1995年、東映）
- メッセンジャー（1999年、フジテレビ）
- 三文役者（2000年）

### 演劇
- 椿姫（1986年）
- 三人姉妹（1992年）
- 月の岬（2000年）